# Cloaca
Pour les articles homonymes, voir Cloaque et Cloaca (nl) pour le film néerlandais de 2003.

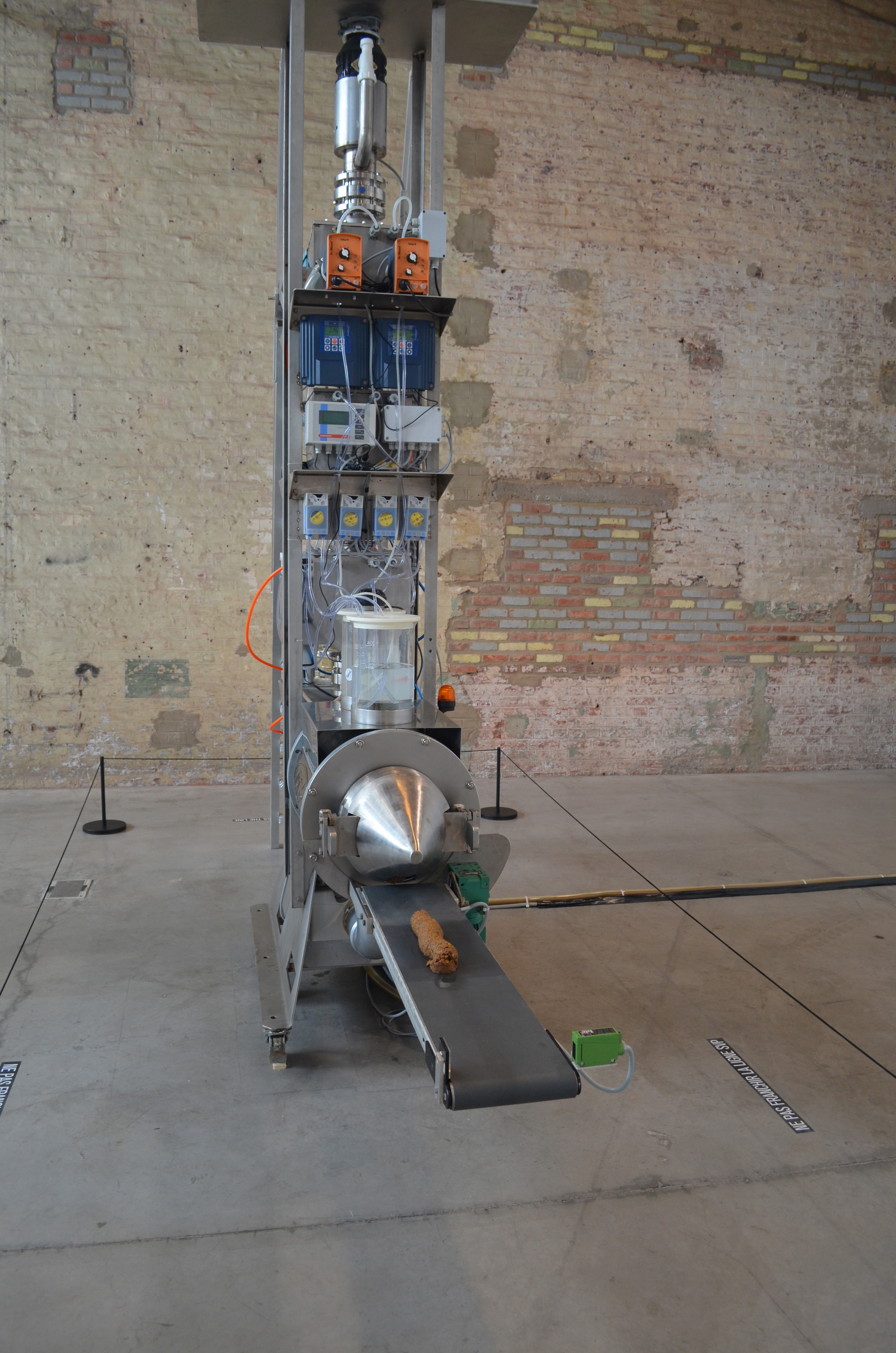
Cloaca n° 5.

Cloaca (« cloaque ») est une installation de l'artiste Wim Delvoye (2000), qui représente un tube digestif humain géant et fonctionnel.

## Histoire
Wim Delvoye a commencé à dessiner sa machine en 1992. Elle a été présentée pour la première fois en 2000, au Musée d'Art contemporain d'Anvers (Museum van Hedendaagse Kunst Antwerpen, ou M HKA). Depuis, Cloaca fait le tour du monde : Zurich (2001), Vienne (2001), Düsseldorf (2002), New York (2002), Lyon (2003), Toronto (2004), Prato (2004), La Panacée (Montpellier, 2017), etc. On la retrouve également dans des rétrospectives consacrées à son auteur, telle celle au Mudam en 2016.

## Aspect technique
La première version de Cloaca — il en existe dix — est une machine de 12 mètres de long, 2,8 mètres de large et 2 mètres de haut. Elle est composée de six cloches en verre, contenant différents sucs pancréatiques, bactéries et enzymes, acides, etc., le tout dans un milieu très humide. Les cloches sont reliées entre elles par une série de tubes, tuyaux et pompes. Contrôlée par ordinateurs, l'installation est maintenue à la température du corps humain (37,2 °C) et fait circuler les aliments, ingérés 2 fois par jour, pendant 27 heures, pour y produire finalement des excréments.
Son coût de construction est d'environ 200 000 dollars.
La quatrième version (Cloaca Turbo) met en œuvre trois machines à laver industrielles montées en série et un tunnel de séchage pour produire le même « résultat ». En 2007, il existait huit machines, dont la Turbo (digestion rapide) ou la Mini (un appétit de chat) ou encore Personal Cloaca qui est végétarienne. Wim Delvoye a également créé un Wim Shop où il propose des « produits dérivés » : papier toilette imprimé du logo Cloaca, T-Shirt, livres et même une poupée à son image.

## Aspect artistique
Doté de l'apparent sérieux d'un laboratoire scientifique (Wim Delvoye s'est entouré de plusieurs scientifiques et ingénieurs pour concevoir sa machine), exposé dans les conditions, elles aussi solennelles finalement, de l'Art, Cloaca ingère les aliments fournis par un traiteur (mais plusieurs grands chefs ont accepté de composer des menus à son intention) et produit des excréments. Les excréments sont emballés sous vide et marqués d'un logo qui pastiche ceux de différentes marques, telles Monsieur Propre, Coca-Cola ou encore Chanel n° 5 et sont ensuite vendus aux environs de 1 000 dollars pièce.
Le caractère absurde et inutile du produit est renforcé par le sérieux de sa réalisation, car cette machine fonctionne vraiment et sa qualité scientifique est loin d'être négligeable. Concernant ses inspirations, Wim Delvoye déclare dans une entrevue pour le quotidien Le Monde d'août 2005, que c'est la machine à manger dans Les Temps modernes de Charlie Chaplin qui lui a donné l'idée de concevoir Cloaca. Les œuvres de Piero Manzoni (Merda d'Artista), de Marcel Duchamp (La mariée mise à nu par ses célibataires, même (Le Grand Verre), Broyeuse de chocolat) et de Jacques Lizène (Peintures à la matière fécale) ont plutôt été une source de légitimation de son travail.
Il existe un précédent à Cloaca : le canard digérateur automate de Jacques de Vaucanson, qui digérait la nourriture et la transformait en fiente. Le prestidigitateur Robert-Houdin aurait découvert, en restaurant l'automate, qu'il y avait « un truc » et que la transformation chimique opérée dans l'estomac du canard ne fonctionnait pas réellement, contrairement à Cloaca. Alors que l'automate de Vaucanson était conçu pour avoir une utilité : démontrer qu'il est possible à un canard de digérer des céréales, Cloaca, selon son créateur même, a été conçue pour être inutile, nuisible au besoin, coûter très cher et rapporter beaucoup : « J'ai d'abord eu l'idée de faire une machine nulle, seule, avant de concevoir une machine à faire du caca » et « j'ai cherché un truc compliqué, difficile à faire, et cher, et qui ne mène à rien » avant de conclure « En revanche, la cocaïne, ça vaut beaucoup. Et moi, je veux que l'art soit comme la cocaïne. S'il vaut beaucoup dans les musées, il doit aussi valoir beaucoup dans la rue »,.